# 小杉町
小杉町（日语：／ Kosugi machi */?）為過去位於日本富山縣中部的行政區劃，已於2005年合併為射水市。
轄區北側為平原，南側則為屬於射水丘陵的丘陵地；由於緊鄰富山市，因此成為富山都市圈的一部分。

## 歷史
小杉町的轄區過去在令制國時代屬於越中國射水郡，17世紀江戶時代後，成為前田氏加賀藩的領地，過去在此曾作為「小杉新町」的宿站而發展；19世紀末明治維新實施廢藩置縣後最初改隸屬金澤縣，在1871年的第一次府縣整併後，一度被劃入新設立的七尾縣，不過在1876年的第二次府縣整併中，又隨著七尾縣被併入由原金澤縣更名而成的石川縣，最後在1883年過去原屬越中國的區域再次自石川縣中分出，隸屬新設立的富山縣。
1889年富山縣實施町村制時，以過去的小杉新町為中心設立了小杉町，而現在的小杉町轄區在當還包括金山村、橋下條村、黑河村、大江村這四個行政區劃，這四個行政區劃則是在1940年代至1950年期間先後被併入小杉町。
2000年代日本政府開始推動市町村整併，小杉町因此在2005年與新湊市、大門町、大島町、下村合併為射水市。

### 變遷表
| 1896年4月1日 | 1896年 - 1912年 | 1912年 - 1944年           | 1912年 - 1944年           | 1945年 - 1954年           | 1945年 - 1954年           | 1955年 - 1989年           | 1989年 - 現在              | 現在                       |
| ------------ | --------------- | ------------------------- | ------------------------- | ------------------------- | ------------------------- | ------------------------- | -------------------------- | -------------------------- |
| 牧野村       | 牧野村          | 1940年12月1日 併入新湊町  | 1942年10月2日 併入高岡市  | 1951年1月1日 牧野村       | 1951年4月4日 併入高岡市   | 1951年4月4日 併入高岡市   | 2005年11月1日 合併為高岡市 | 2005年11月1日 合併為高岡市 |
| 新湊町       | 新湊町          | 新湊町                    | 1942年10月2日 併入高岡市  | 1951年1月1日 新湊町       | 1951年3月15日 新湊市      | 新湊市                    | 2005年11月1日 合併為射水市 | 2005年11月1日 合併為射水市 |
| 七美村       | 七美村          | 七美村                    | 七美村                    | 七美村                    | 1953年4月1日 併入新湊市   | 新湊市                    | 2005年11月1日 合併為射水市 | 2005年11月1日 合併為射水市 |
| 打出本江村   | 打出本江村      | 1915年1月1日 更名為本江村 | 1915年1月1日 更名為本江村 | 1915年1月1日 更名為本江村 | 1953年4月1日 併入新湊市   | 新湊市                    | 2005年11月1日 合併為射水市 | 2005年11月1日 合併為射水市 |
| 海老江村     |                 |                           |                           |                           | 1953年4月1日 併入新湊市   | 新湊市                    | 2005年11月1日 合併為射水市 | 2005年11月1日 合併為射水市 |
| 堀岡村       |                 |                           |                           |                           | 1953年4月1日 併入新湊市   | 新湊市                    | 2005年11月1日 合併為射水市 | 2005年11月1日 合併為射水市 |
| 片口村       |                 |                           |                           |                           | 1953年4月1日 併入新湊市   | 新湊市                    | 2005年11月1日 合併為射水市 | 2005年11月1日 合併為射水市 |
| 作道村       |                 |                           |                           |                           | 1953年4月1日 併入新湊市   | 新湊市                    | 2005年11月1日 合併為射水市 | 2005年11月1日 合併為射水市 |
| 塚原村       | 塚原村          | 塚原村                    | 塚原村                    | 塚原村                    | 1953年10月5日 併入新湊市  | 新湊市                    | 2005年11月1日 合併為射水市 | 2005年11月1日 合併為射水市 |
| 大門町       | 大門町          | 大門町                    | 大門町                    | 大門町                    | 1954年3月1日 合併為大門町 | 1954年3月1日 合併為大門町 | 2005年11月1日 合併為射水市 | 2005年11月1日 合併為射水市 |
| 二口村       |                 |                           |                           |                           | 1954年3月1日 合併為大門町 | 1954年3月1日 合併為大門町 | 2005年11月1日 合併為射水市 | 2005年11月1日 合併為射水市 |
| 淺井村       |                 |                           |                           |                           | 1954年3月1日 合併為大門町 | 1954年3月1日 合併為大門町 | 2005年11月1日 合併為射水市 | 2005年11月1日 合併為射水市 |
| 櫛田村       |                 |                           |                           |                           | 1954年3月1日 合併為大門町 | 1954年3月1日 合併為大門町 | 2005年11月1日 合併為射水市 | 2005年11月1日 合併為射水市 |
| 水戶田村     |                 |                           |                           |                           | 1954年3月1日 合併為大門町 | 1954年3月1日 合併為大門町 | 2005年11月1日 合併為射水市 | 2005年11月1日 合併為射水市 |
| 金山村       | 金山村          | 金山村                    | 金山村                    | 金山村                    | 1953年11月15日 併入小杉町 | 小杉町                    | 2005年11月1日 合併為射水市 | 2005年11月1日 合併為射水市 |
| 橋下條村     | 橋下條村        | 橋下條村                  | 1942年6月8日 併入小杉町   | 小杉町                    | 小杉町                    | 小杉町                    | 2005年11月1日 合併為射水市 | 2005年11月1日 合併為射水市 |
| 小杉町       |                 |                           |                           | 小杉町                    | 小杉町                    | 小杉町                    | 2005年11月1日 合併為射水市 | 2005年11月1日 合併為射水市 |
| 大江村       | 大江村          | 大江村                    | 大江村                    | 大江村                    | 1953年12月1日 併入小杉町  | 小杉町                    | 2005年11月1日 合併為射水市 | 2005年11月1日 合併為射水市 |
| 黑河村       | 黑河村          | 黑河村                    | 黑河村                    | 黑河村                    | 1954年3月27日 併入小杉町  | 小杉町                    | 2005年11月1日 合併為射水市 | 2005年11月1日 合併為射水市 |
| 下村         |                 |                           |                           |                           |                           |                           | 2005年11月1日 合併為射水市 | 2005年11月1日 合併為射水市 |
| 大島村       | 大島村          | 大島村                    | 大島村                    | 大島村                    | 大島村                    | 1969年4月1日 改制為大島町 | 2005年11月1日 合併為射水市 | 2005年11月1日 合併為射水市 |

## 交通
西日本旅客鐵道的北陸本線以東西自町內通過向通過，並設有小杉車站，在南部也有高速公路北陸自動車道沿著山麓區域通過，同樣的在轄內設有小杉交流道。

### 鐵路
- 西日本旅客鐵道
  - 北陸本線：（←大門町） - 小杉車站 - （富山市→）

### 公路
高速公路
- 北陸自動車道：（大門町） - 小杉交流道（日语：小杉インターチェンジ (富山県)） - （富山市）

## 教育

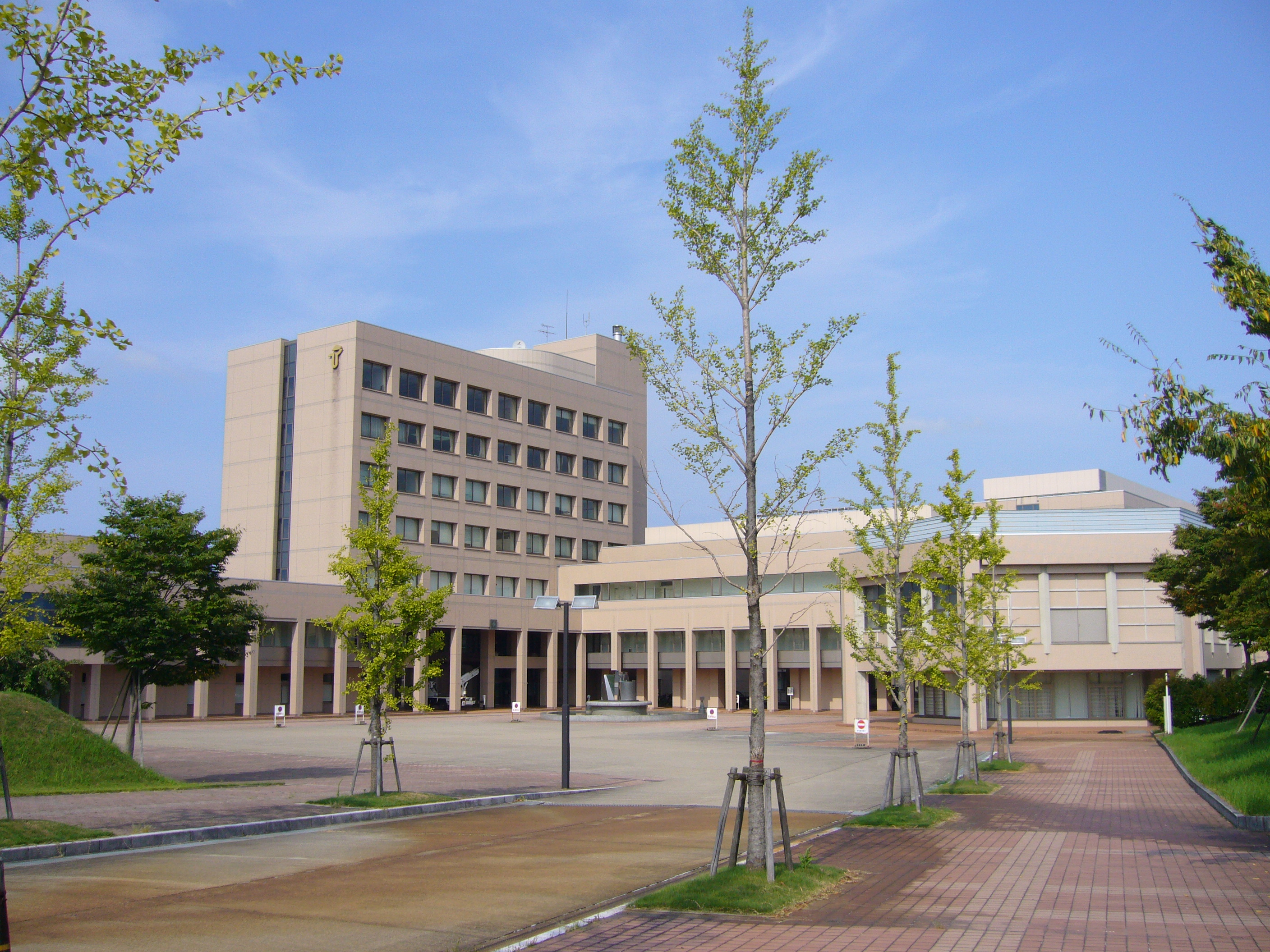
富山縣立大學射水校區的校舍

位於小杉町的高等教育學校包括富山縣立大學以工學部為主的射水校區、以社會福利相關課程為主的富山福祉短期大學，過去還富山縣立大學在此也曾設立短期大學部。

## 姊妹、友好城市

### 日本
- 澀谷區（東京都）
過去在二次大戰期間位於東京澀谷的澀谷區立猿樂小學校（日语：渋谷区立猿楽小学校）的學生曾被疏開至町內的小杉町立金山小學校（日语：射水市立金山小学校），在戰後兩地因而開始交流。[6][7]

### 海外
- 沙利文郡（美國紐約州）[6]